# Ato Boldon
Ato Jabari Boldon (Port of Spain, 30 dicembre 1973) è un ex velocista trinidadiano, campione mondiale dei 200 metri piani ad Atene 1997.
In carriera ha vinto quattro medaglie olimpiche (un argento e tre bronzi) in due edizioni consecutive dei Giochi (Atlanta 1996 e Sydney 2000), nonché un oro, un argento e due bronzi ai campionati mondiali. Essendo sceso 28 volte sotto il muro dei 10 secondi nei 100 metri piani, Boldon risulta il terzo atleta di sempre in questa graduatoria dietro lo statunitense Maurice Greene (53) e il giamaicano Asafa Powell (98).

## Biografia
All'età di 14 anni si trasferisce negli Stati Uniti d'America dove inizialmente gioca a calcio, per poi dedicarsi all'atletica leggera a partire dal 1990. Si mette in luce nel 1992 conquistando un doppio oro sui 100 e 200 m ai Mondiali juniores di Seul (doppietta ottenuta per la prima volta da un atleta in questa competizione); nello stesso anno, ai Giochi olimpici di Barcellona, disputa sia i 100 che i 200 m, non andando però oltre le batterie.
La sua prima medaglia arriva ai Mondiali del 1995, con un bronzo nei 100 metri. Dopo due bronzi olimpici (100 e 200 m) ad Atlanta 1996, l'anno successivo, vincendo i 200 m ai Mondiali di Atene, diventa il primo atleta di Trinidad e Tobago a conquistare un titolo iridato. Nel 1998 vince i 100 ai Giochi del Commonwealth di Kuala Lumpur. Saltati i mondiali del 1999 a Siviglia, ai Giochi olimpici di Sydney 2000 vince l'argento nei 100 ed il bronzo nei 200 metri.
Dopo un avviso di garanzia per doping, ai Mondiali del 2001 disputatisi ad Edmonton è quarto nei 100 e terzo nella staffetta 4×100 m, ma a causa della squalifica comminata per uso di sostanze proibite a Tim Montgomery, che aveva vinto l'oro nella 4×100 m e l'argento nei 100 m (dietro Maurice Greene), è promosso al terzo posto nei 100 e nella staffetta porta a casa l'argento come secondo componente di una squadra composta anche da Marc Burns, Jaycey Harper e Darrel Brown, dietro al Sudafrica. 
Il 14 febbraio 2006 viene eletto tra i Senatori del suo paese per alti meriti, salvo poi dimettersi da tale carica per allenare i velocisti sauditi in vista di Pechino 2008.

## Record nazionali

### Seniores
- 60 metri piani indoor: 6"49 ( Birmingham, 23 febbraio 1997)
- 200 metri piani: 19"77 ( Stoccarda, 13 luglio 1997)
- 200 metri piani indoor: 20"35 ( Birmingham, 23 febbraio 1997)

## Palmarès
| Anno | Manifestazione          | Sede          | Evento      | Risultato        | Prestazione | Note             |
| ---- | ----------------------- | ------------- | ----------- | ---------------- | ----------- | ---------------- |
| 1992 | Giochi olimpici         | Barcellona    | 100 m piani | Batteria         | 10"77       |                  |
| 1992 | Giochi olimpici         | Barcellona    | 200 m piani | Batteria         | 21"65       |                  |
| 1992 | Mondiali juniores       | Seul          | 100 m piani | Oro              | 10"36       |                  |
| 1992 | Mondiali juniores       | Seul          | 200 m piani | Oro              | 20"63       |                  |
| 1993 | Mondiali                | Stoccarda     | 100 m piani | Quarti di finale | 10"48       |                  |
| 1993 | Mondiali                | Stoccarda     | 200 m piani | Batteria         | 21"31       |                  |
| 1993 | Mondiali                | Stoccarda     | 4×100 m     | Batteria         | 40"24       |                  |
| 1994 | Giochi del Commonwealth | Victoria      | 100 m piani | 4º               | 10"07       |                  |
| 1994 | Giochi del Commonwealth | Victoria      | 200 m piani | Semifinale       | 20"80       |                  |
| 1995 | Mondiali                | Göteborg      | 100 m piani | Bronzo           | 10"03       |                  |
| 1995 | Mondiali                | Göteborg      | 200 m piani | Quarti di finale | 21"81       |                  |
| 1996 | Giochi olimpici         | Atlanta       | 100 m piani | Bronzo           | 9"90        |                  |
| 1996 | Giochi olimpici         | Atlanta       | 200 m piani | Bronzo           | 19"80       | Record nazionale |
| 1997 | Mondiali indoor         | Parigi        | 200 m piani | Finale           | dnf         |                  |
| 1997 | Mondiali                | Atene         | 100 m piani | 5º               | 10"02       |                  |
| 1997 | Mondiali                | Atene         | 200 m piani | Oro              | 20"04       |                  |
| 1998 | Giochi del Commonwealth | Kuala Lumpur  | 100 m piani | Oro              | 9"88        |                  |
| 1998 | Giochi del Commonwealth | Kuala Lumpur  | 200 m piani | Quarti di finale | 20"53       |                  |
| 2000 | Giochi olimpici         | Sydney        | 100 m piani | Argento          | 9"99        |                  |
| 2000 | Giochi olimpici         | Sydney        | 200 m piani | Bronzo           | 20"20       |                  |
| 2000 | Giochi olimpici         | Sydney        | 4×100 m     | Semifinale       | 38"92       | Record nazionale |
| 2001 | Mondiali                | Edmonton      | 100 m piani | Bronzo           | 9"98        |                  |
| 2001 | Mondiali                | Edmonton      | 4×100 m     | Argento          | 38"58       | Record nazionale |
| 2003 | Giochi panamericani     | Santo Domingo | 4×100 m     | Argento          | 38"53       |                  |
| 2003 | Mondiali                | Saint-Denis   | 100 m piani | Semifinale       | 10"22       |                  |
| 2003 | Mondiali                | Saint-Denis   | 4×100 m     | Semifinale       | 38"84       |                  |
| 2004 | Giochi olimpici         | Atene         | 100 m piani | Batteria         | 10"41       |                  |
| 2004 | Giochi olimpici         | Atene         | 4×100 m     | 7º               | 38"60       |                  |

## Altre competizioni internazionali
1997
- 4º alla Grand Prix Final ( Fukuoka), 200 m piani - 20"44